# ستيف ألبرت
ستيف ألبرت (بالإنجليزية: Steve Albert)‏ هو صحفي ومعلق رياضي أمريكي، ولد في 1950.